# Dodecadodecaedro romo invertido
En geometría, el dodecadodecaedro romo invertido' (o dodecadodecaedro vertirromo) es un poliedro uniforme estrellado, indexado como U60. Su símbolo de Schläfli es sr{5/3,5}.

## Coordenadas cartesianas
Las coordenadas cartesianas de los vértices de un dodecadodecaedro romo invertido son todas las permutaciones pares (con un número par de signos más) de:
(±2a, ±2, ±2b),
(±(a+b/t+t), ±(-en+b+1/t), ±(a/t+bt-1)),
(±(-a/t+bt+1), ±(-a+b/t-t), ±(at+b-1/t)),
(±(-α/τ+βτ-1), ±(α-β/τ-τ), ±(α+β+1/τ)) y
(±(a+b/t-t), ±(at-b+1/t), ±(a/t+bt+1)),
con un número par de signos más, donde
β = (α2/τ+τ)/(ατ−1/τ),
siendo τ = (1+√5)/2 el número áureo; y α la raíz real negativa de τA4−α3+2α2−α−1/τ, o aproximadamente −0,3352090.
Tomando las permutaciones impares (con un número impar de signos más) de las coordenadas anteriores, se obtiene una forma enantiomorfa de la primera.

## Poliedros relacionados

### Mediano hexecontaedro pentagonal invertido
El mediano hexecontaedro pentagonal invertido (o mediano ditriacontaedro petaloide) es un poliedro no convexo isoedral. Es el dual del dodecadodecaedro romo invertido, un poliedro uniforme estrellado. Sus caras son pentágonos irregulares no convexos, con un ángulo muy agudo.

## Proporciones
Sean {\displaystyle \phi } el número áureo y {\displaystyle \xi \approx -0.236\,993\,843\,45} el mayor cero real (menos negativo) del polinomio {\displaystyle P=8x^{4}-12x^{3}+5x+1}. Entonces, cada cara tiene tres ángulos iguales de {\displaystyle \arccos(\xi )\approx 103.709\,182\,219\,53^{\circ }}, uno de {\displaystyle \arccos(\phi ^{2}\xi +\phi )\approx 3.990\,130\,423\,41^{\circ }} y uno de {\displaystyle 360^{\circ }-\arccos(\phi ^{-2}\xi -\phi ^{-1})\approx 224.882\,322\,917\,99^{\circ }}. Cada cara tiene un borde de longitud media, dos cortos y dos largos. Si la longitud media es {\displaystyle 2}, entonces los bordes cortos tienen longitud
{\displaystyle 1-{\sqrt {(1-\xi )/(\phi ^{3}-\xi )}}\approx 0.474\,126\,460\,54},
y los bordes largos tienen longitud
{\displaystyle 1+{\sqrt {(1-\xi )/(-\phi ^{-3}-\xi )}}\approx 37.551\,879\,448\,54}.
Su ángulo diedro es igual a {\displaystyle \arccos(\xi /(\xi +1))\approx 108.095\,719\,352\,34^{\circ }}. El otro cero real del polinomio {\displaystyle P} juega un papel similar para el mediano hexecontaedro pentagonal.